# Pieter Balthazar Bouttats

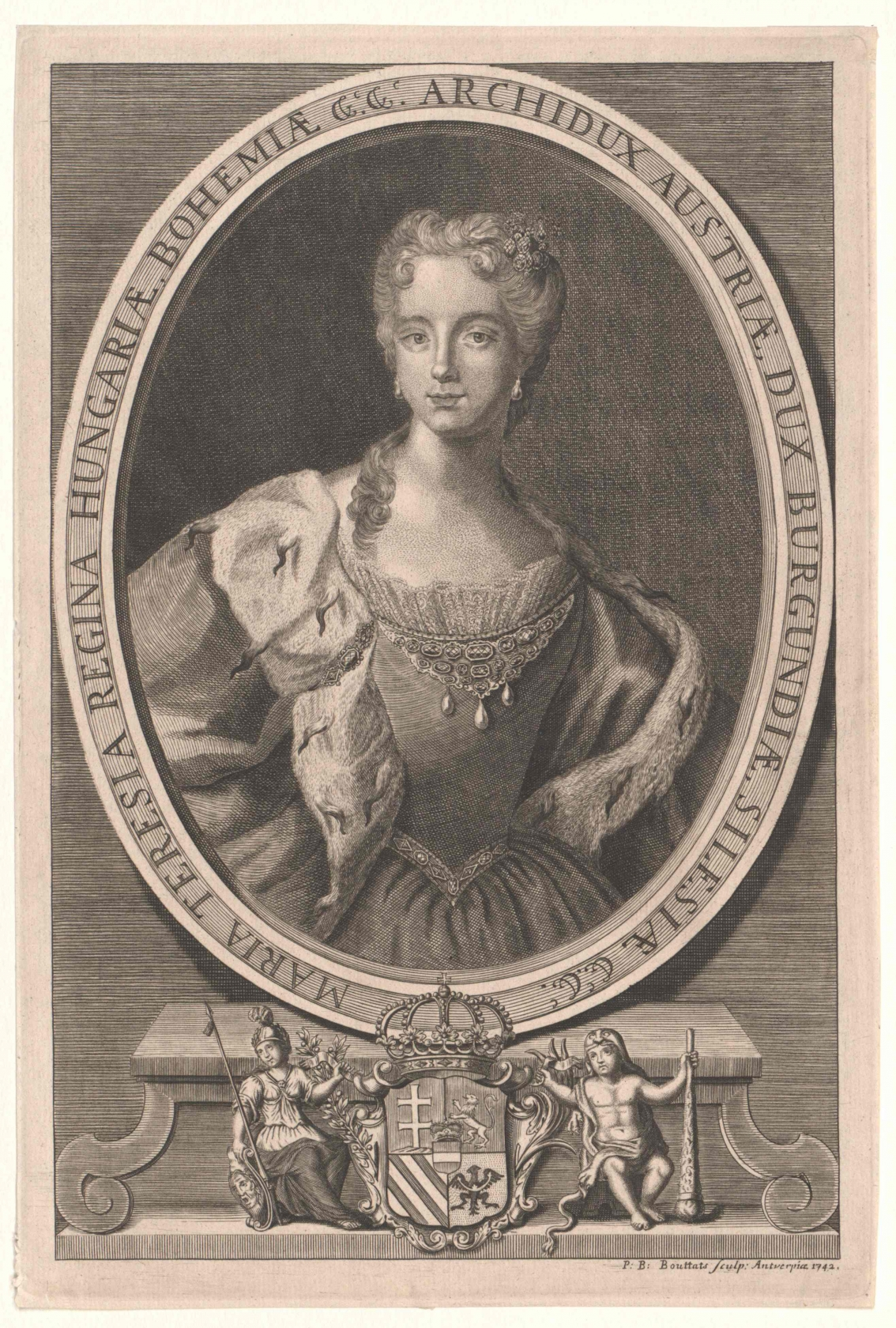
María Teresa, reina de Hungría y Bohemia, archiduquesa de Austria. Firmado «P: B. Bouttats Sculp: Antverpiæ 1742».

Pieter Balthazar Bouttats (Amberes, 1666/1682-1756) fue un grabador flamenco.

## Biografía y obra
Miembro de una extensa familia de grabadores y pintores de Amberes, fue hijo de Catharina Beeckmans y de Gaspar Bouttats. Formado con su padre, contrajo matrimonio con Marguerite-Françoise Ladventurier el 30 de septiembre de 1708. De 1741 a 1755 fue, sin sueldo, profesor-director de la Academia de bellas artes de Amberes, hasta que por su avanzada edad tuvo que ser reemplazado por el pintor Balthazar Berchey. En 1745-1746 fue decano del gremio de San Lucas y, cuando en 1749 la Academia se separó de la corporación gremial, figuró entre los antiguos decanos y decanos en ejercicio que fijaron sus normas. Fue enterrado en Amberes el 10 de febrero de 1756.
De su trabajo como grabador a buril y aguafuerte se conocen como estampas sueltas algunos retratos, entre ellos el de la emperatriz María Teresa como archiduquesa de Austria y reina de Hungría y Bohemia (Amberes, 1742) y los de su madre, Isabel Cristina de Brunswick, y su hermana, María Ana, archiduquesa de Austria (1731). También trabajó para libreros y editores en la producción de estampas de devoción y en la ilustración de libros de asuntos variados. Entre estos, el retrato de Francisco de Quevedo para la edición de sus Obras por Juan Bautista Verdussen, Amberes, 1726, o varias de las imágenes que ilustran la Historia general de las Indias Occidentales, ò De los hechos de los castellanos en las islas y tierra firme del Mar Océano de Antonio de Herrera, Amberes, Juan Bautista Verdussen, 1728, reutilizadas en la edición madrileña de Nicolás Rodríguez Franco, 1730.